# Kutchubaea insignis
Kutchubaea insignis là một loài thực vật có hoa trong họ Thiến thảo. Loài này được Fisch. ex DC. mô tả khoa học đầu tiên năm 1830.